# Telestes polylepis
Telestes polylepis är en fiskart som beskrevs av Steindachner, 1866. Telestes polylepis ingår i släktet Telestes och familjen karpfiskar. Inga underarter finns listade i Catalogue of Life.
Fisken når en längd av upp till 15 cm. Typisk för arten är en svart strimma längs sidolinjen och 67 till 79 fjäll längs samma sträcka. I analfenan finns åtta taggstrålar och bakom huvudet förekommer 6 eller 7 gälöppningar.
Arten förekommer endemisk i små vattendrag i Kroatien i regioner med kalkstensklippor. De flesta mynnar i floden Čikola. Telestes polylepis uppsöker under vintern eller under torra tider underjordiska vattendrag. Födan utgörs av smådjur och små växtdelar.
Beståndet hotas av vattenföroreningar och av introducerade rovlevande fiskar som öring. Den kvarvarande populationen är nästan utrotad. IUCN kategoriserar arten globalt som akut hotad.